# Lexikon aller Gelehrten, die seit der Reformation in Bremen gelebt haben
Das Lexikon aller Gelehrten, die seit der Reformation in Bremen gelebt haben mit dem Zusatz „nebst Nachrichten von gebohrenen Bremern, die in andern Ländern Ehrenstellen bekleideten“, ist ein Lexikon zu Persönlichkeiten der Hansestadt Bremen, die im Zeitraum von der Reformation bis zum zweiten Jahrzehnt des 19. Jahrhunderts
- in Bremen als Schriftsteller tätig waren, als Gelehrte wirkten oder wissenschaftlich oder akademisch gebildet waren,
- die in Bremen geboren wurden, jedoch „in andern Ländern Ehrenstellen“ wahrnahmen[1] also ein Amt innehatten, „welches mit Ehre und Würde verbunden“ wurde, insbesondere Ehrenämter.[2]

Die von dem am Bremer Dom tätigen Prediger Heinrich Wilhelm Rotermund verfasste Schrift in zwei Bänden erschien 1818 im Verlag von Carl Schünemann.
Rotermund selbst beschrieb in seinem „Vorbericht“ seine Auswahl: „Ich beschloß endlich, alle und jene aufzunehmen, die seit 300 Jahren als obrigkeitliche Personen, Rechtsgelehrte, Aerzte, Prediger, Professoren und Schulmaenner in unserer Stadt gelebt haben, auch hielt ichs schicklich, einige Künstler und Bürger, die sich durch Schriften bekannt machten, mit anzuführen.“
Das Bremer Bureau für Kultur- und Religionsgeschichte (BBKR), ein freier Zusammenschluss unabhängiger Historiker und Religionswissenschaftler, urteilte über das Lexikon aller Gelehrten wie folgt: „So bietet das Lexikon aller Gelehrten in komprimierter Form die wichtigsten Informationen zu allen wesentlichen Protagonisten bremischen Geisteslebens von der Reformation bis in die Zeit der Aufklärung. Bis heute ist es somit ein unverzichtbarer Anfangspunkt für biographische und Literaturrecherchen.“
Die Gottfried Wilhelm Leibniz Bibliothek – Niedersächsische Landesbibliothek nennt Rotermunds Lexikon in dem Datensatz zu seiner Person in der Datenbank Niedersächsische Personen als erstes von zwei seiner „wichtigen Personenlexika“ – vor Rotermunds 1823 erschienener Schrift Das gelehrte Hannover oder Lexicon von Schriftstellern und Schriftstellerinnen, gelehrten Geschäftsmännern und Künstlern ... Beide Lexika listet die Leibniz Bibliothek für ihre Personendatenbank zudem in ihrem Abkürzungsverzeichnis der verwendeten biographischen Quellen.